# Wolfgang Wesemann
Wolfgang Wesemann (1949. október 30. – 2025. január 16.) német kerékpárversenyző. Az 1972. évi nyári olimpiai játékokon férfi országúti mezőnyversenyben 33. helyen végzett. Fia, Steffen Wesemann 1992-ben indult az olimpián szintén kerékpárosként.

## Pályafutása
1965-ben kezdett el kerékpározni a magdeburgi BSG Motor Mitte csapatában. 1967-ben három keletnémet ifjúsági bajnoki címet nyert. Ugyanebben az évben az ASK Vorwärts Frankfurt an der Oder együtteséhez szerződött.
Felnőttként háromszor lett NDK-bajnok. 1972-ben az országúti kerékpáros bajnokságának egyéni országúti versenyét nyerte meg a Sachsenringen, 1973-ban csapatidőfutamban az ASG Vorwärts Leipziggel, 1974-ben pedig az ASK Vorwärts Frankfurt csapatával győzött. 1971-ben megnyerte az NDK-körversenyt. 1971 és 1973 között háromszor vett részt a nemzetközi Békeversenyen, ahol 1972-ben érte el a legjobb helyezését a 14. hellyel.
1972-ben részt vett a müncheni nyári olimpián, és 33. helyezést ért el az országúti versenyben. 1975 februárjában a kelet-berlini Werner-Seelenbinder-Halle pályán búcsúzott sportolói pályafutásától, és megkapta az NDK Kerékpáros Szövetségének Arany Becsületjelvényét.